# 阿塞拜疆驻华大使馆
阿塞拜疆驻华大使馆是亞塞拜然共和國在中華人民共和國所設的外交代表機構，位于中国北京市朝阳区建国门外大街上的齐家园外交公寓B-3号。

## 历史
1992年4月2日，亞塞拜然共和國與中華人民共和國正式建交。中方於同年8月份於亞塞拜然首都巴庫設立大使館，而亞塞拜然駐華大使館則於1993年9月3日於北京開館。

## 外部連結
- 官方网站